# Arolíthio
Arolíthio, en grec moderne : Αρολίθιο, est un village du dème de Réthymnon, en Crète, en Grèce. Selon le recensement de 2011, la population d'Arolíthio compte 9 habitants. Le village est situé à une altitude de 550 m et à 28 km de Réthymnon.